# Bitnje
Bitnje so naselje v Občini Bohinj.
Bitnje ležijo na levem bregu Save Bohinjke, 2 km od Bohinjske Bistrice proti Bledu. V naselju stoji zgodnjebaročna podružnična cerkev Marijinega vnebovzetja iz 17. stoletja.